# Chapelle Saint-Sébastien de Roure
La chapelle Saint-Sébastien est une chapelle catholique située à Roure, en France.

## Localisation
La chapelle est située dans le département français des Alpes-Maritimes, sur la commune de Roure.

## Historique
L'édifice date de 1510. Il est classé au titre des monuments historiques le 28 août 1989.